# Антологія римської поезії (Зеров)
«Антологія римської поезії» — збірка перекладів давньоримських поетів Миколи Зерова, опублікована у видавництві «Друкарь» в 1920 році.
«Антологія римської поезії» стала першою книгою в творчому доробку Миколи Зерова. До неї увійшли переклади з шести поетів: Катулла, Вергілія, Горація, Проперція, Овідія та Марціала. Книга отримала схвальні відгуки читацького загалу й критиків, зокрема Сергій Єфремов писав: «Не дилетантом заходиться він біля своєї праці, а озброєний солідною підготовкою і це, разом з справжнім поетичним хистом, дало прегарні, немов ковані переклади, що староримський побут влучно зодягають в одежу українського слова».